# 軟腭擠喉塞擦音
软腭挤喉塞擦音是一种辅音，在某些口语中使用。国际音标中表记此音的符号为⟨kxʼ⟩。

## 特征
软腭挤喉塞擦音的特征有：
- 調音方法屬於塞擦音，調音時先阻礙空氣在聲腔流動，再形成狹窄通道讓氣流通過發生湍流來調音。

- 調音部位是軟腭，即以舌根部位抵住軟腭。

- 發聲類型是清音，意味着發音時聲帶並不顫動。
- 本輔音是口腔輔音（口音），表示調音時空氣只從口裡流出。
- 本輔音為中央輔音，調音時氣流在口腔的中央流過舌面，而不從兩側流過。
- 氣流機制是擠喉音，通過將聲門向上擠壓而將空氣排出。

## 见于e
| 语言   | 词汇          | 国际音标         | 意义 |
| ------ | ------------- | ---------------- | ---- |
| Hadza  | dlaggwa       | [cʎ̝̥ʼakxʷ’a]      | 抚育 |
| 海达语 | ttsanskkaagid | [tsʼanskxʼaːkit] | 梁   |
| 科萨语 | krola         | [kxʼola]         | 题写 |

## 更多
- 在PHOIBLE上搜尋含有[kxʼ]的語言